# Resolutie 1436 Veiligheidsraad Verenigde Naties
Resolutie 1436 van de Veiligheidsraad van de Verenigde Naties werd unaniem door de VN-Veiligheidsraad aangenomen op 24 september 2002.

## Achtergrond
In Sierra Leone waren al jarenlang etnische spanningen tussen verschillende bevolkingsgroepen. In 1978 werd het een eenpartijstaat met een regering die gekenmerkt werd door corruptie en wanbeheer van onder meer de belangrijke diamantmijnen. Intussen was in buurland Liberia al een bloedige burgeroorlog aan de gang, en in 1991 braken ook in Sierra Leone vijandelijkheden uit. In de volgende jaren kwamen twee junta's aan de macht, waarvan vooral de laatste een schrikbewind voerde. Zij werden eind 1998 met behulp van buitenlandse troepen verjaagd, maar begonnen begin 1999 een bloedige terreurcampagne. Pas in 2002 legden ze de wapens neer.

## Inhoud

### Waarnemingen
In mei 2002 waren met succes verkiezingen gehouden in Sierra Leone. Doch bleef de situatie in de regio, en vooral het conflict in buurland Liberia, fragiel. Het was van belang dat de staat Sierra Leone haar gezag over heel het land uitbreidde en de controle kreeg over de diamantvelden. Intussen waren een Speciale Rechtbank en een Waarheids- en Verzoeningscommissie opgericht voor Sierra Leone. Voor de ordehandhaving en stabiliteit moesten ook politie en leger worden versterkt.

### Handelingen
Het mandaat van de UNAMSIL-vredesmissie in Sierra Leone werd opnieuw met zes maanden verlengd, vanaf 30 september. De missie zou binnen de acht maanden, in samenloop met Sierra Leones veiligheidscapaciteiten, afgebouwd worden tot 4500 troepen.
Intussen werd opgeroepen de dialoog in de regio voort te zetten. De Raad eiste ook dat het Liberiaanse leger en gewapende groepen Sierra Leone niet langer binnendrongen.

## Verwante resoluties
- Resolutie 1389 Veiligheidsraad Verenigde Naties
- Resolutie 1400 Veiligheidsraad Verenigde Naties
- Resolutie 1446 Veiligheidsraad Verenigde Naties
- Resolutie 1470 Veiligheidsraad Verenigde Naties (2003)

Lijst ·  1387 ·  1388 ·  1389 ·  1390 ·  1391 ·  1392 ·  1393 ·  1394 ·  1395 ·  1396 ·  1397 ·  1398 ·  1399 ·  1400 ·  1401 ·  1402 ·  1403 ·  1404 ·  1405 ·  1406 ·  1407 ·  1408 ·  1409 ·  1410 ·  1411 ·  1412 ·  1413 ·  1414 ·  1415 ·  1416 ·  1417 ·  1418 ·  1419 ·  1420 ·  1421 ·  1422 ·  1423 ·  1424 ·  1425 ·  1426 ·  1427 ·  1428 ·  1429 ·  1430 ·  1431 ·  1432 ·  1433 ·  1434 ·  1435 ·  1436 ·  1437 ·  1438 ·  1439 ·  1440 ·  1441 ·  1442 ·  1443 ·  1444 ·  1445 ·  1446 ·  1447 ·  1448 ·  1449 ·  1450 ·  1451 ·  1452 ·  1453 ·  1454